# مدينة الزجاج (فلم)
مدينة الزجاج (بالصينية: 玻璃之城) هو فيلم رومانسي صيني من إخراج مابل تشيونغ ومن بطولة ليون لاي وشو كي ونيكولا تشانغ ودانيال وو.

## روابط خارجية
مدينة الزجاج على موقع IMDb (الإنجليزية)
- مدينة الزجاج على موقع روتن توميتوز (الإنجليزية)
- مدينة الزجاج على موقع نتفليكس (الإنجليزية)
- مدينة الزجاج على موقع Turner Classic Movies (الإنجليزية)
- مدينة الزجاج على موقع أول موفي (الإنجليزية)
- مدينة الزجاج على موقع قاعدة بيانات الفيلم (الإنجليزية)
- مدينة الزجاج على موقع ليتربوكسد (الإنجليزية)
- مدينة الزجاج على موقع كينوبويسك (الروسية)